# 레즈긴어
레즈긴어는 다게스탄 공화국 남부와 아제르바이잔 북부에 걸쳐 거주하는 레즈긴인이 사용하는 언어이다. 다게스탄 공화국의 공용어로 지정되어 있으며 캅카스 언어 중에서는 문어(文語)로서 비교적 잘 확립되어 있다.

## 분포
레즈기어 화자의 39만7,000명이 러시아 연방 다게스탄 공화국 남부에 거주한다. 레즈기어는 다게스탄 공화국에서 러시아어와 더불어 13개 민족간 공용어 중 하나에 속한다. 아제르바이잔 북동부의 구사르 구, 구바 구, 게벨레 구, 오구스 구, 이스마이을르 구, 하치마스 구에 17만1,400명의 화자가 거주한다. 레즈기어 화자 중 일부는 조지아, 카자흐스탄, 키르기스스탄, 터키, 투르크메니스탄, 우크라이나, 우즈베키스탄에도 거주한다. 레즈기어 사용자는 전부 합쳐서 65만 5,000명으로 추산된다.

## 분류와 방언
관련된 언어 8개(타바사란어, 루툴어, 아굴어, 차후르어, 부두흐어, 크리츠어, 우디어, 아르치어)와 함께 레즈기어파라는 언어군을 이룬다. 이 언어들의 이름은 각각 사용 민족의 이름과 일치한다.
레즈기어의 하위 방언 중에는 표준어와 크게 다른 것들이 있는데, 특히 아제르바이잔 측에서 쓰이는 구바 방언과 아흐티 방언이 그러하다.